# (39425) 3240 T-2
3240 T-2 (asteroide 39425) é um asteroide da cintura principal. Possui uma excentricidade de 0.10476940 e uma inclinação de 1.80457º.
Este asteroide foi descoberto no dia 30 de setembro de 1973 por Cornelis Johannes van Houten e Ingrid van Houten-Groeneveld e Tom Gehrels em Palomar.